# 熊野剛雄
熊野 剛雄（くまの よしお、1926年5月3日 - 2020年11月24日）は、日本の経済学者。専修大学名誉教授。

## 略歴
広島県尾道市出身。1951年東京大学経済学部卒業。同年大学院中退。角丸証券(現・みずほ証券)入社。1965年同社調査部長。日本証券経済研究所主任研究員(のち理事)、1968年専修大学経営学部講師。1977年教授、同経営研究所長。97年定年、名誉教授。証券経済学会代表理事、日本学術会議会員も務めた。1998年から20余年にわたり、大槻久志のペンネームで金融と経済の啓蒙書を刊行した。

## 著書
- 『株式の話』東洋経済新報社 1984
- 『銀行と証券』講談社現代新書 1989
- 『OB訪問でわかる「証券」』大和出版 1990
- 『「金融恐慌」とビッグバン』新日本出版社　1998　(大槻久志名義)
- 『やさしい日本経済の話』新日本出版社　2003　(大槻久志名義)
- 『金融化の災い』新日本出版社　2008　(大槻久志名義)
- 『やさしい日本と世界経済の話』新日本出版社　2019　(熊野剛雄(筆名・大槻久志)名義)

### 共編著
- 共著『証券経済論』有斐閣 1970
- 『大不況はくるか』編 東洋経済新報社 1971
- 『現代の金融 下　現代日本の金融』竜昇吉共編 大月書店 1992

## 論文
- <熊野剛雄